# Тишина (стрелково-гранатомётный комплекс)
7,62/30-мм стрелково-гранатомётный комплекс «Тишина» или ССК-1 (рус. Специальный Стрелковый Комплекс) (индекс ГРАУ 6П15) — советский бесшумный стрелково-гранатомётный комплекс, принятый на вооружение бригад специального назначения Советской Армии и спецназа погранвойск КГБ СССР в 70-х годах XX века. Целью создания комплекса было повышение огневой мощи диверсионных подразделений при скрытном уничтожении командных пунктов противника, его тыловой инфраструктуры, ракетно-артиллерийских установок на марше и на огневых позициях, авиатехники на аэродромах и т.п.
Конструкционно представлял собой автомат Калашникова АКМСБ с глушителем ПБС-1 и 30-мм бесшумным гранатомётом ГСН-19 (индекс ГРАУ 6Г16); причём эффект бесшумности при ведении огня из автомата с глушителем достигался только при использовании совместно со специальными патронами УС (индекс ГРАУ 57-Н-231У).
Гранатомёт примыкается к нижней части цевья и ствола автомата, имеющего соответствующие узлы крепления. Таким образом, в отличие от 40-мм подствольного гранатомёта ГП-25 «Костер» (ГП-30 «Обувка»), бесшумный гранатомёт не может присоединяться к любому штатному автомату. 
 То есть буква «Б» в названии автомата (АКМСБ) означала не «бесшумный», так как глушитель ПБС-1 можно было установить на любой штатный АКМ/АКМС (в отличие от АКС-74УБ — его глушитель ПБС-4 мог ставиться только на образцы, специально модифицированные на заводе); в данном случае буква «Б» означала, что этот автомат имеет крепление для установки бесшумного гранатомёта.
Во время боевых действий на территории республики Афганистан комплекс получил в целом положительную оценку среди военнослужащих ОКСВА; однако высказывалось мнение, что значительный вес и общие габариты оружия снижали эффективность маневрирования огнём и несколько затрудняли его боевое применение.
По причине перехода вооружённых сил СССР на номенклатуру стрелковых боеприпасов калибра 5,45 × 39 мм был вытеснен стрелково-гранатомётным комплексом 6С1 «Канарейка».